# Sexfest

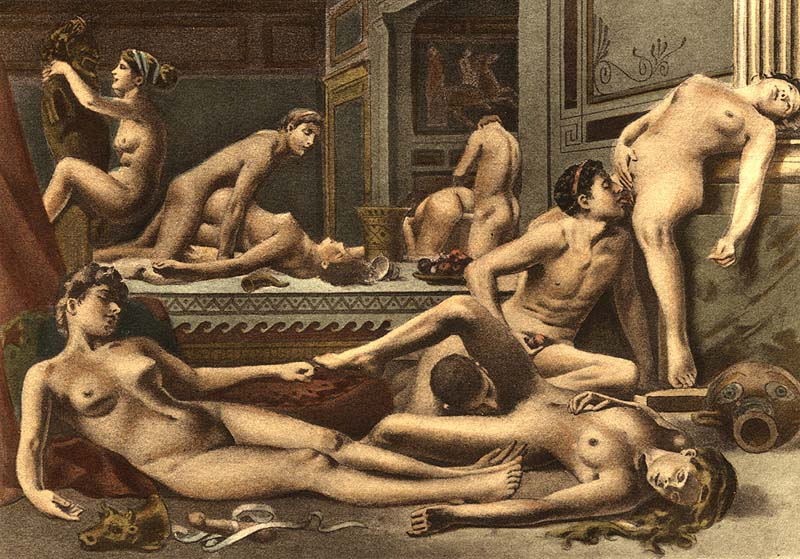
Illustration av en orgie av Édouard-Henri Avril.

Sexfest (engelska: sex party) är en samlingspunkt där människor möts för sexuella relationer. De flesta drivs av människor som antingen är swingers eller av par som söker gruppsex. Termen har liknande konnotationer till ett gang bang, swingerparty eller en orgie.